# LTS Lohmann Therapie-Systeme
LTS Lohmann Therapie-Systeme (LTS) ist ein deutsches Unternehmen mit Sitz in Andernach. Das Unternehmen stellt transdermale therapeutische Systeme („TTS“ oder Wirkstoffpflaster) und orale Wirkstoff-Filme („OTF“) her. LTS ist ein B2B-Unternehmen, der Vertrieb von bei LTS gefertigten Produkten erfolgt durch Unternehmen aus der Pharmaindustrie. Mit rund 1000 Mitarbeitern erwirtschaftete LTS im Jahr 2020 einen Umsatz von über 220 Mio. Euro.

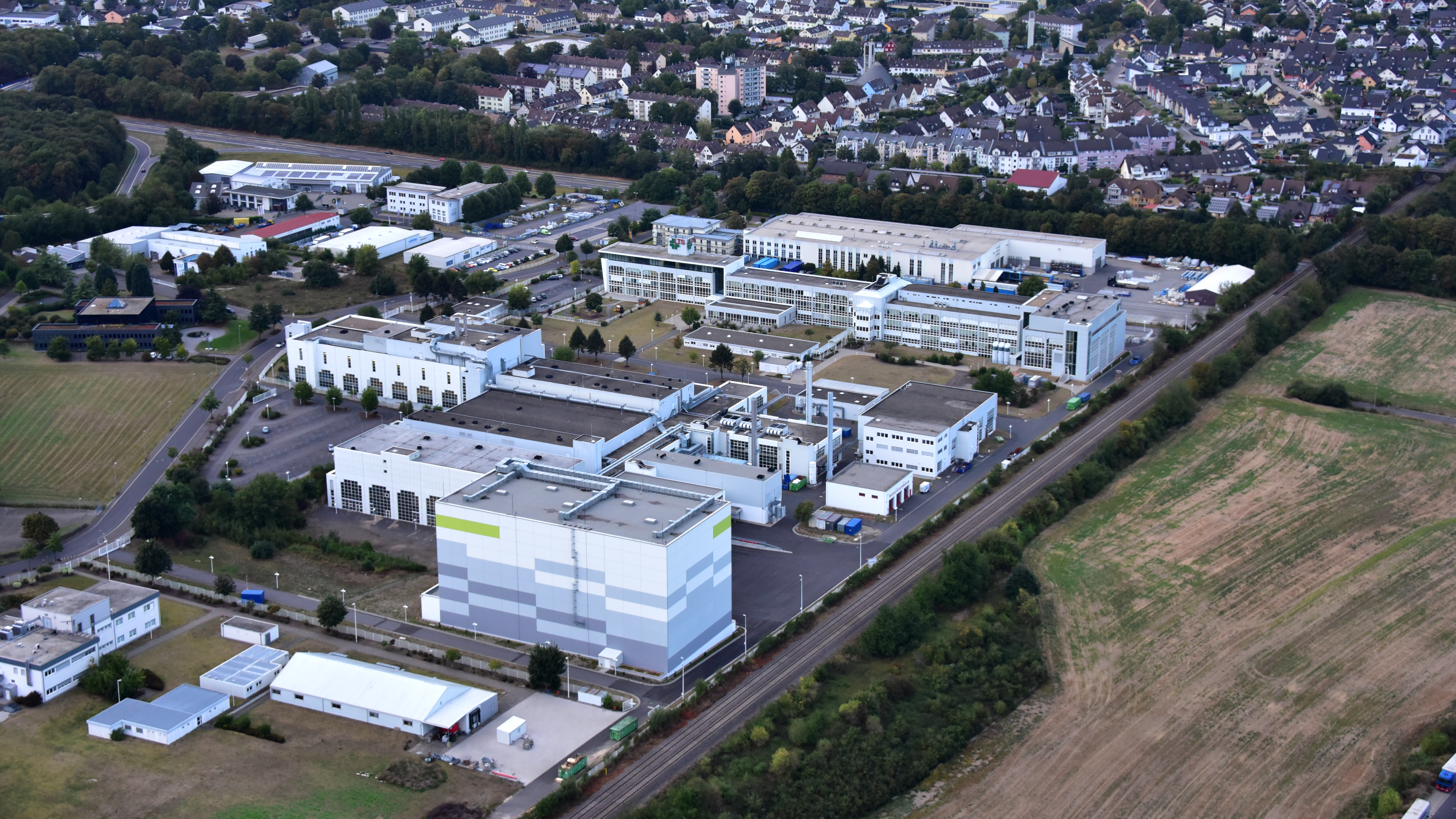
LTS Lohmann Therapie Systeme AG, Luftaufnahme (2016)

## Geschichte
Als Tochtergesellschaft der Lohmann Gruppe wurde LTS als LTS Lohmann Therapie-Systeme GmbH & Co. KG 1984 in Neuwied gegründet. Zehn Jahre später verlegte LTS den Firmensitz nach Andernach. Hier sind neben der Konzernzentrale auch Forschung und Entwicklung sowie die Produktion angesiedelt. Mit der LTS Corporation mit Sitz in West Caldwell verfügt LTS außerdem seit 1993 über eine Tochterfirma in den USA. 1999 wurde LTS in eine nicht börsennotierte Aktiengesellschaft umgewandelt. Im August 2022 übernahm LTS die US-amerikanische Tapemark Inc. mit Sitz in Saint Paul (Minnesota).

## Produkte
LTS stellt therapeutische Pflaster und orale Wirkstofffilme unter anderem gegen die Alzheimer-Krankheit und Parkinson, sowie für die Schmerztherapie, Hormonbehandlung und Raucherentwöhnung her.

## LTS Gruppe
Ein weiteres verbundenes Unternehmen der LTS Gruppe ist die IIS Innovative Injektions-Systeme GmbH & Co. KG.